# Еетіон
Ееті́он (грец. Eetion) — у давньогрецькій міфології — владар міста Фів Плакійських у Місії, батько Андромахи. Під час Троянської війни Ахіллес завоював і зруйнував Фіви, вбив Еетіона та сімох його синів.